# Viola auriculata
Viola auriculata är en violväxtart som beskrevs av Leybold. Viola auriculata ingår i släktet violer, och familjen violväxter. Inga underarter finns listade i Catalogue of Life.